# Горбачёвы (дворянский род)
Горбачёвы — древний русский дворянский род.
Род внесён в родословную книгу Черниговской (2 часть), Полтавской губерний.
Род числится в числе казачьих дворянских фамилий Войска Донского.

## История рода
Озарка Горбачёв послан с царскими грамотами из Смоленска в Витебск (1570). Василий Яковлевич владел поместьем в Ряжском уезде (ранее 1579), показан в десятне в числе детей боярских, которые побиты или померли, а поместья их лежат пустыми. (1579).
Старооскольский сын боярский Игнатий Горбачёв служил в копейшиках (1695).